# Humboldt megye (Kalifornia)
Humboldt megye az Amerikai Egyesült Államokban, azon belül Kalifornia államban található. Lakosainak száma 136 463 fő (2020. április 1.). Humboldt megye Del Norte, Mendocino, Siskiyou és Trinity megyékkel határos.

## Népesség
A megye népességének változása:
| Lakosok száma | 135 017 | 135 227 | 134 584 | 134 493 | 135 727 | 135 558 | 136 463 |
|               | 2010    | 2011    | 2012    | 2013    | 2015    | 2019    | 2020    |